# Автомагистрала D6 (Чехия)
Автомагистрала D6 (на чешки: Dálnice D6) (до 31 декември 2015 г. Скоростен път R6 (на чешки: Rychlostní silnice R6) е строяща се чешка магистрала, която свързва Прага с Карловарския край. Част от европейския маршрут E20. Участъкът от пътя Карлови Вари – Хеб също е и част от европейски маршрут европейския маршрут E49.

## История
През ноември 2015 г., е открит участъкът Лубенец–Бошов.
От 1 януари 2016 г. скоростен път R6 е преименуван на магистрала D6.

### Участъци
| Маршрут                                                    | Дължина  | Начало на строителство | Въвеждане в в експлоатация |
| ---------------------------------------------------------- | -------- | ---------------------- | -------------------------- |
| Прага – Павлов                                             | 10,43 km | март 2005 г.           | декември 2008 г.           |
| Павлов – Велка Добра                                       | 5,7 km   | 1999 г.                | 2000 – 2002 г.             |
| Велка Добра – Каменне Жехровице                            | 6,2 km   | ноември 1988 г.        | октомври 1994 г.           |
| Каменне Жехровице – Качице                                 | 3,3 km   | октомври 1982 г.       | 1987 – 1988 г.             |
| Качице – Нове Страшеци                                     | 6,5 km   | ноември 1984 г.        | 1985 г.                    |
| Нове Страшеци – Ржевничов                                  | 5,55 km  | планирано през 2016 г. | неизвестно                 |
| Ржевничов – обходен път                                    | 4,2 km   | планирано през 2016 г. | неизвестно                 |
| Крупа (район Равковник) – преустройство на съществуващ път | 6,45 km  | планирано през 2021 г. | неизвестно                 |
| Хоржеседли – преустройство на съществуващ път              | 9,2 km   | планирано през 2021 г. | неизвестно                 |
| Хоржовички – обходен път                                   | 5,19 km  | планирано през 2023 г. | неизвестно                 |
| пресичане с път 27 – Лубенец                               | 8,77 km  | планирано през 2025 г. | неизвестно                 |
| Лубенец – обходен път                                      | 8,2 km   | планирано през 2017 г. | неизвестно                 |
| Лубенец–Бошов                                              | 4,12 km  | май 2010 г.            | ноември 2015 г.            |
| Бошов – Книнице (Жлутице)                                  | 7,9 km   | планирано през 2026 г. | неизвестно                 |
| Книнице – Жалманов                                         | 6,95 km  | планирано през 2026 г. | неизвестно                 |
| Жалманов – Оьшова Врата                                    | 7,34 km  | планирано през 2023 г. | неизвестно                 |
| Олшова Врата – Карлови Вари                                | 8,02 km  | планирано през 2023 г. | неизвестно                 |
| преминаване през Карлови Вари, 1-ви етап                   | 3,73 km  | септември 1990 г.      | 1992 г.                    |
| преминаване през Карлови Вари, 2-ри етап                   | 5,24 km  | септември 2004 г.      | ноември 2006 г.            |
| Йенишов – Нове Седло                                       | 4,44 km  | февруари 2008 г.       | август 2010 г.             |
| Нове Седло – Соколов                                       | 7,48 km  | април 2009 г.          | април 2012 г.              |
| Соколов – Тисова                                           | 5,39 km  | октомври 2008 г.       | април 2011 г.              |
| Тисова – Каменни Двур                                      | 7,54 km  | август 2006 г.         | юни 2010 г.                |
| Каменни Двур – Хеб                                         | 4,43 km  | ноември 2001 г         | ноември 2003 г.            |
| Северен обход на Хеб, 2-ри етап                            | 7,05 km  | април 1997 г.          | октомври 1999 г.           |
| Северен обход на Хеб, 1-ви етап                            | 8,9 km   | ноември 1993 г.        | септември 1996 г.          |

| Легенда        |
| -------------- |
| В експлоатация |
| Проект         |